# Kampala Capital City Authority Football Club
Maillots
Le KCCA FC, de son nom complet Kampala Capital City Authority Football Club, et parfois abrégé en Kampala CCA, est un club ougandais de football basé à Kampala, la capitale du pays.

## Histoire

Ancien logo

## Palmarès
- Championnat d'Ouganda (13)  :
  - Vainqueur : 1976, 1977, 1981, 1983, 1985, 1991, 1997, 2008, 2013, 2014, 2016, 2017, 2019

- Coupe d'Ouganda (10)  (record) :
  - Vainqueur : 1979, 1980, 1982, 1984, 1987, 1990, 1993,  2004, 2017, 2018
  - Finaliste : 1983, 1985, 1994, 2005, 2007, 2014, 2015

- Supercoupe d'Ouganda (6)
  - Vainqueur : 2013, 2014, 2016, 2017, 2018, 2019

- Coupe CECAFA (2)
  - Vainqueur : 1978 et 2019
  - Finaliste : 1979

## Joueurs formés au club
- Ibrahim Sekagya